# 败酱耳草
败酱耳草（学名：Hedyotis capituligera）为茜草科耳草属下的一个种。

## 扩展阅读
維基物種上的相關：败酱耳草